# Tudo Tanto
Tudo Tanto é o segundo álbum de estúdio da cantora brasileira Tulipa Ruiz, lançado em 30 de julho de 2012.
O disco, com 11 faixas e produção de Gustavo Ruiz, foi selecionado no "Edital Nacional 2011 do Natura Musical".

## História
Dois anos depois de lançar seu disco de estreia “Efêmera”, Tulipa Ruiz apresenta “Tudo Tanto”, no qual assina, sozinha ou com parceiros, todas as onze faixas. "Tudo Tanto" a cantora está ainda mais vigorosa e à vontade. Tulipa explora novos caminhos em sua extensão vocal, experimentados e aperfeiçoados no palco no intervalo entres dois registros em estúdio. Sua voz navega com segurança tanto em tons mais graves quanto em agudos extremos, desenhando melodias sinuosas.

## Produção
Com produção de Gustavo Ruiz e arranjos de cordas e sopros de Jacques Mathias. Considerado um produtor musical hábil e inventivo, a partir do elogiado disco “Efêmera”, Gustavo toca em todas as faixas e assina com a irmã sete das onze canções do álbum. A banda base de Tulipa é formada por Marcio Arantes (baixo), Caio Lopes (bateria), Gustavo Ruiz (guitarra, baixo e violão) e Luiz Chagas (guitarra). O grupo, que acompanha a cantora em suas enérgicas apresentações ao vivo, toca na maioria das faixas do segundo álbum. Além da formação paulistana, Tulipa contou em “Tudo Tanto” com o núcleo carioca Chocotones, formado pelos músicos Kassin, Stephane San Juan, Alberto Continentino e Donatinho. Ao lado de Gustavo Ruiz, a banda criou e executou os arranjos debase de “Desinibida”, “Script” e “Expectativa”. Jacques Mathias é o responsável pelos requintados e inovadores arranjos de cordas e madeiras do disco, executados por Pedro Mibielil (violino), Fernanda Monteiro (violoncelo), Daniel Pires (viola), e Juliana Perdigão (clarone, clarinete e flauta).

## Temas e composições
Em "Tudo Tanto" Tulipa se mostra lírica e catártica, em faixas como “Like This”; interage aguda com as cordas de “Desinibida”; e surge potente em “Víbora”, com letra escrita em parceria com Criolo (que aumenta a dramaticidade da canção com sussurros e risadas ácidas). Seus vocais, ora soam como metais, como em “É”, ora soam como beats, caso da dançante “Expectativa”, que Tulipa canta com Rafael Castro.
A vocação pop da compositora conquistou o ícone do gênero, Lulu Santos, que endossou a radiofônica “Dois Cafés” com sua voz e guitarra slide. Em “Quando Eu Achar”, um coro masculino entoa, bem-humorado, os versos aliterados “paro para procurar/ para me preparar/ para nunca parar”. O experimentalismo ganha força no longo final instrumental de “Desinibida” e em faixas como “Víbora” – que ganhou arranjo de cordas cinematográfico de Jacques Mathias e guitarra venenosa de Luiz Chagas - atingindo seu ponto alto em “Cada Voz”, com a participação do quarteto São Paulo Underground - (Guilherme Granado, Maurício Takara, Richard Ribeiro e o norte-americano Rob Mazurek).
Última música do disco, “Cada Voz” já fazia parte do repertório da turnê de “Efêmera”, e nesta versão sofisticada a tensão crescente explode com a guitarra de Gustavo Ruiz e o trompete de Mazurek. “Parece que a música nasceu para ser tocada por esta formação. Poucos caras sabem fazer música respeitando o silêncio e a respiração como o São Paulo Underground.”, conclui Gustavo.

## Faixa a faixa
Tulipa Ruiz comentando faixa a faixa do "Tudo Tanto"
"É" "Fiz essa música a partir da ideia de que estamos em processo e de que o amor deve respeitar esse movimento. O movimento das mudanças, da individualidade de cada um e das parcerias e uniões dentro desse turbilhão de coisas que somos."
"Ok" "Meu avô vivia falando para minha avó “você tem tudo para ser perfeita, só falta um pouquinho”. Achava isso engraçado mas ela se irritava muito com esse elogio torto.  A gente se preocupa muito com que os outros pensam da gente. E as pessoas sempre irão projetar coisas em nós. A ideia da música é essa. Fiz a melodia e o começo da harmonia, mostrei para o Gustavo e continuamos a música juntos."
"Quando Eu Achar" "Comecei essa música com o Gustavo antes do disco. A gente gostava dela, mas faltava alguma coisa, o que combina muito bem com título da música. Durante o processo de composição do disco, ela veio com força total durante os ensaios e entrou para o repertório."
"Like This" "Fui convidada pelo americano Ilhan Ersahin a participar de um show de seu projeto Wax Poetic, que veio de Nova York para fazer uma série de shows no Brasil. Ele me mandou uma base nervosa e pediu para eu compor algo em cima. Acabei contando uma história nervosa também.
"Desinibida" "Sou muito fã de "Os Quais", banda portuguesa do músico Tomás Cunha Ferreira. Quando o conheci em Lisboa, descobri que ele também gostava do meu trabalho e que tínhamos muitos músicos amigos em comum. Tomás me prometeu mandar alguma música para terminar e assim fez. Me enviou por e-mail e quando ouvi, durante o processo de composição do disco, a letra veio num estalo, como se a música fosse o cenário perfeito para a personagem que surgiu. Uma mulher que caminha pela vida deliciosamente, saboreando descabidamente cada segundo de seu presente.
"Script" "Gustavo deu o pontapé inicial na música e na primeira estrofe. A partir daí foi fácil rasgar seda para um benzinho imaginário."
"Dois Cafés" "Essa música foi feita durante dois cafés, um no começo da tarde e outro no fim. Ela fala sobre a batalha do cotidiano e da necessidade de leveza para não entrarmos em colapso. Quando terminamos a música achamos que a melodia tinha a ver com o Lulu Santos, que a música poderia ficar boa com a voz e a guitarra dele. Batata!"
"Expectativa" "É como se essa música falasse da vida durante uma festa. Desejos e vontades indagados enquanto você dança, flerta e toma umas “na expectativa de que o inesquecível aconteça”. Gustavo me mostrou a música e a letra não poderia falar de outra coisa."
"Bom" " Uma música para suavizar dores, traumas, perdas, desgostos, desafetos e derrotas."
"Víbora" "Começamos essa música durante o ensaio. Os meninos fizeram a harmonia toda e eu comecei a fazer letra e melodia. Empaquei no refrão, como se tivesse virado uma estátua ou tido uma cãibra. A letra estava muito forte e eu não sabia para onde ir. Precisava de alguém que me empurrasse precipício abaixo. Essa era a sensação. Foi aí que o Criolo entrou na jogada."
"Cada Voz" "Essa música existe antes do “Efêmera” e sempre a toquei nos shows. Era uma música do “ao vivo”, que se transformou nos palcos, ficou mais roqueira. Resolvi registrar essa música, tirar uma nova fotografia dela, que saiu bem parecida com a minha primeira ideia. Algo mais rítmico e menos harmônico."

## Faixas
| Edição padrão  |                                            |                                               |         |  |
| N.º            | Título                                     | Compositor(es)                                | Duração |  |
| 1.             | "É"                                        | Tulipa Ruiz                                   | 3:27    |  |
| 2.             | "Ok"                                       | T. Ruiz Gustavo Ruiz                          | 4:13    |  |
| 3.             | "Quando Eu Achar"                          | T. Ruiz G. Ruiz                               | 4:19    |  |
| 4.             | "Like This"                                | T. Ruiz Ilhan Ersahin                         | 4:25    |  |
| 5.             | "Desinibida"                               | T. Ruiz Tomás Cunha Ferreira                  | 4:18    |  |
| 6.             | "Script"                                   | T. Ruiz G. Ruiz                               | 3:14    |  |
| 7.             | "Dois Cafés" (participação de Lulu Santos) | T. Ruiz G. Ruiz                               | 3:23    |  |
| 8.             | "Expectativa"                              | T. Ruiz G. Ruiz                               | 3:36    |  |
| 9.             | "Bom"                                      | T. Ruiz G. Ruiz                               | 3:13    |  |
| 10.            | "Víbora"                                   | T. Ruiz Criolo G. Ruiz Luiz Chagas Caio Lopes | 5:49    |  |
| 11.            | "Cada Voz"                                 | T. Ruiz                                       | 4:24    |  |
| Duração total: | Duração total:                             | Duração total:                                | 44:26   |  |

## Ligação externa
- Página oficial da cantora